# Neolasioptera menthae
Neolasioptera menthae är en tvåvingeart som beskrevs av Ephraim Porter Felt 1909. Neolasioptera menthae ingår i släktet Neolasioptera och familjen gallmyggor.
Artens utbredningsområde är Illinois. Inga underarter finns listade i Catalogue of Life.